# Estadio Spartak (Maguilov)
El Estadio Spartak (en bielorruso: Стадион "Спартак") es un estadio multiusos ubicado en la ciudad de Maguilov, Bielorrusia. El estadio inaugurado en 1956 posee una capacidad para 7800 asientos y es utilizado principalmente por el club de fútbol Dnepr Mogilev de la Liga Premier de Bielorrusia.
Durante la reconstrucción realizada entre 2008-2009, se instalaron butacas individuales en todo el estadio lo que redujo la capacidad de 12 000 a 7800 asientos, se instaló un marcador electrónico moderno, se instalan un césped nuevo y un sistema de drenaje. Desde entonces, el estadio posee un aspecto moderno.
La Selección de fútbol de Bielorrusia disputó su primer juego en el estadio el 12 de octubre de 2010 en un partido Clasificación para la Eurocopa 2012 contra la Selección de Albania y ganó con 2-0.
En 2018 albergó la final de la Copa de Bielorrusia.

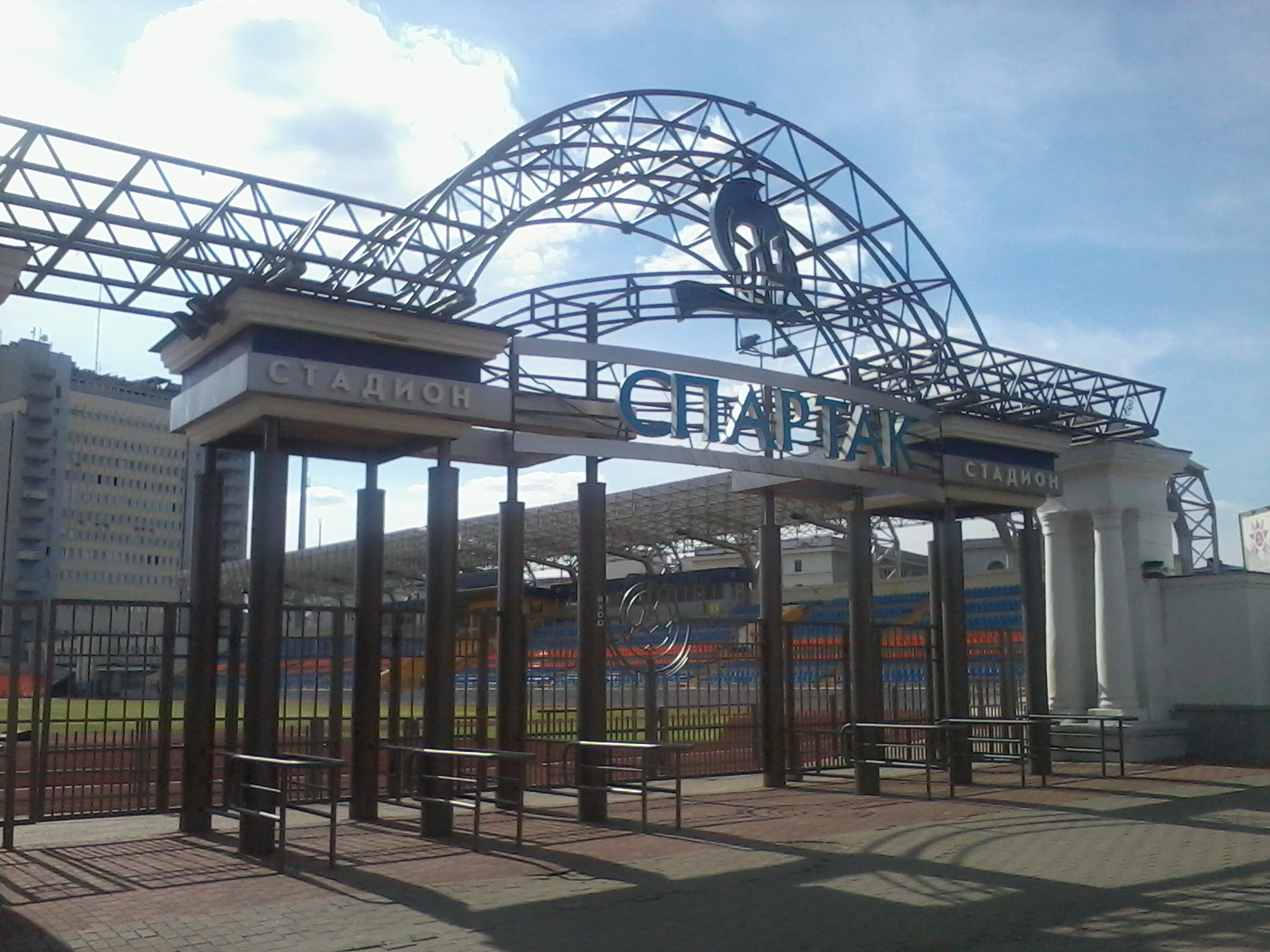
Ingreso principal.